# Jermak Angarsk
Jermak Angarsk (ros. Ермак Ангарск) – rosyjski klub hokejowy z siedzibą w Angarsku.

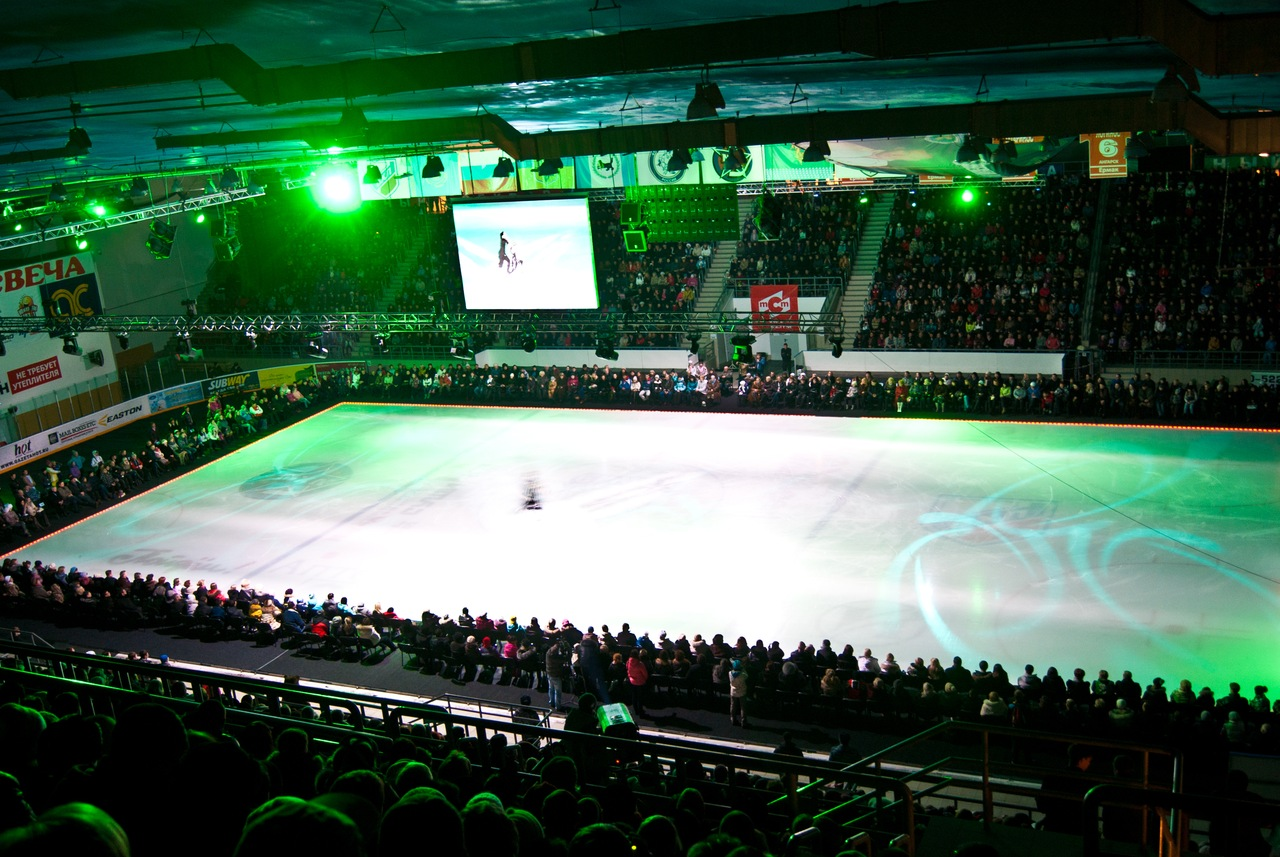
Lodowisk klubu

## Historia
Dotychczasowe nazwy
- Trud Angarsk (1960–1964)
- Jermak Angarsk (1964–)

Od 2008 Jermak był klubem farmerskim Amuur Chabarowsk, a następnie Mietałłurga Nowokuźnieck.
Drużyną juniorską został Angarski Jermak występujący w rozgrywkach MHL-B.
Do edycji 2022/2023 Jermak uczestniczył w lidze WHL, po czym z powodów finansowych nie zgłoszono drużyny do ligi, natomiast przyjęto zespół do ligi juniorskiej NMHL.

## Zawodnicy
Wychowankami klubu są Siergiej Kriwokrasow, Andriej Baszkirow, Aleksandr Popow, Piotr Sczastliwy.